# März
Der März (Abkürzung: Mär. oder Mrz.) ist der dritte Monat des Jahres im gregorianischen Kalender.
Er hat 31 Tage und ist nach dem römischen Kriegsgott Mars benannt, nach diesem nannten ihn die Römer Martius. Ursprünglich versammelten sich in diesem Monat, mit dem die Feldzugssaison begann, die waffenfähigen römischen Bürger auf dem so genannten Marsfeld (oder Märzfeld) vor den Toren der Stadt, um gemustert zu werden und ihre Feldherrn zu wählen.
Der alte deutsch-germanische Name ist Lenz, Lenzing bzw. Lenzmond; eine veraltete flektierte Form ist Märzen (Genitiv, Dativ und Akkusativ).
Der 1. März markiert den meteorologischen Frühlingsanfang auf der Nordhalbkugel bzw. Herbstanfang auf der Südhalbkugel. Die Tagundnachtgleiche, der astronomische Frühlings- bzw. Herbstbeginn, findet in den nächsten Jahrzehnten meist am 20. März statt (auf den 21. März fiel sie zuletzt 2011). An diesem Tag steht die Sonne über dem Äquator im Zenit und geht dort damit genau im Osten auf und genau im Westen unter. Der Zeitpunkt wandert immer 3 Jahre um etwas weniger als 6 Stunden vorwärts, um dann im 4. Jahr (Schaltjahr) wieder um 18 Stunden zurück zu springen. Weil der Rücksprung größer ist als die Vorwärtsbewegung, wandert der Frühlingsbeginn auf 4 Jahre betrachtet rückwärts. Um zu verhindern, dass der Frühlings-/Herbstanfang das ganze Jahr durchwandert, fällt im gregorianischen Kalender das Schaltjahr alle 100 Jahre aus, außer die Jahreszahl ist durch 400 teilbar (zuletzt 1900, als Nächstes 2100, aber nicht 2000). Daher kann der Frühlings- (Nordhalbkugel) bzw. Herbstbeginn (Südhalbkugel) zwischen dem 19. und 21. März stattfinden, wird aber bis zum Jahre 2100 fast ausschließlich auf den 19. und 20. fallen. 
Der römische Kalender begann ursprünglich mit dem März als erstem Monat. Hieraus leiten sich auch die Namen der Monate September (lateinisch septem ‚sieben‘), Oktober (lateinisch octo ‚acht‘), November (lateinisch novem ‚neun‘) und Dezember (lateinisch decem ‚zehn‘) ab, jeweils benannt nach ihrer Position in der Abfolge der Monate. Am 1. März bzw. 15. März traten in Rom auch die höchsten Beamten, die beiden Konsuln, nach denen das jeweilige Jahr benannt war und die die obersten Heerführer waren, ihr Amt an. Als der Amtsantritt der Konsuln 153 v. Chr. aus militärischen Gründen auf den 1. Januar vorverlegt wurde, wurde damit daher zugleich auch der Jahresbeginn verschoben.
Unter Kaiser Commodus (180 bis 192 n. Chr.) wurde der Monat in Felix umbenannt, einer seiner Beinamen. Nach dem Tod des Kaisers erhielt er allerdings wieder seinen alten Namen zurück.
Der März beginnt stets mit demselben Wochentag wie der November und in Nicht-Schaltjahren auch wie der Februar.
Die höchste weltweite Monatsmitteltemperatur für einen Märzmonat wurde im Jahr 2024 verzeichnet, gefolgt von März 2025, welcher in Europa der wärmste seit Aufzeichnungsbeginn war.

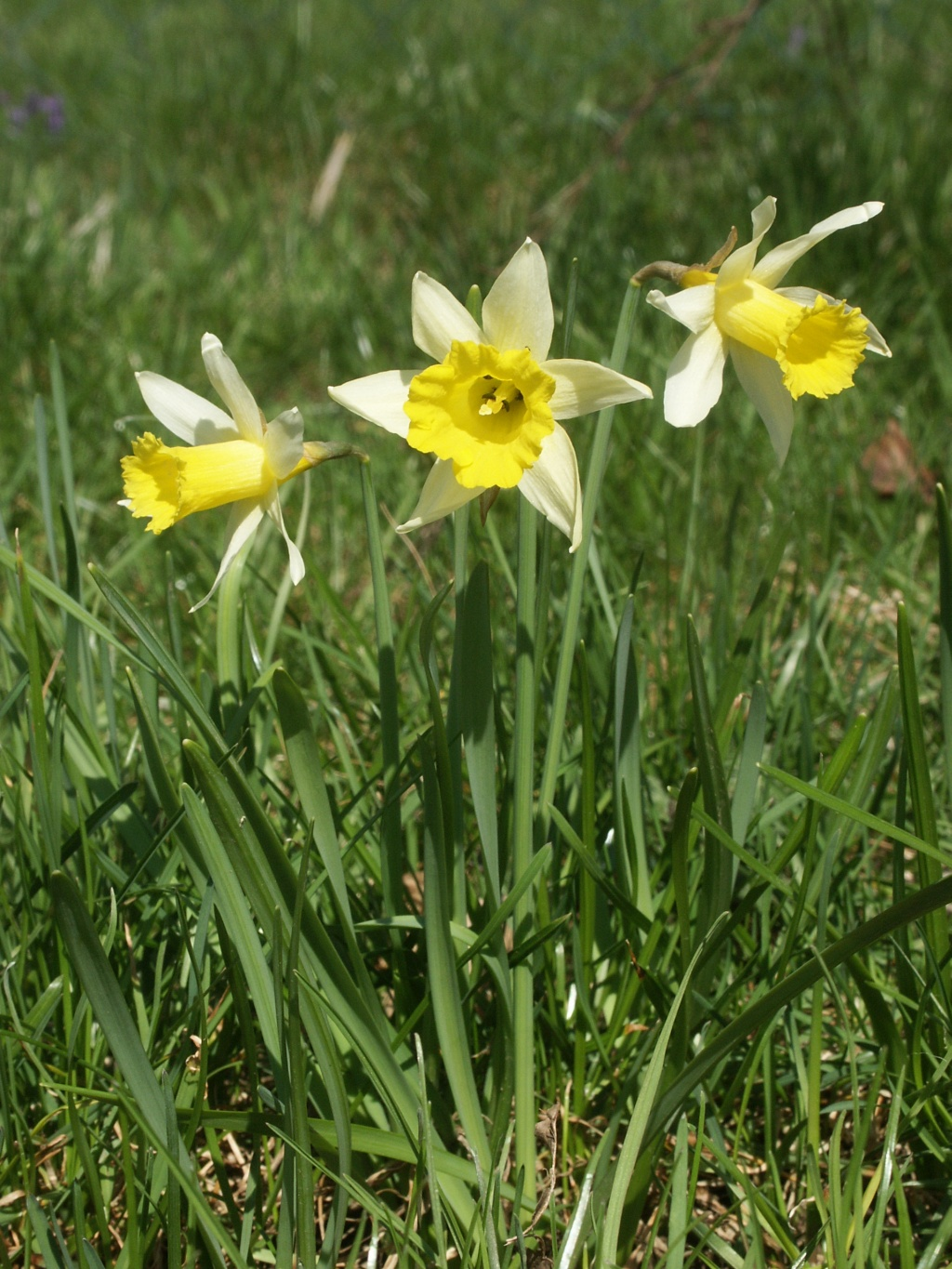
Gelbe Narzisse, Osterglocke, auch Märzenbecher (2) (Narcissus pseudonarcissus) (in tieferen Lagen Mitteleuropas während dieses Monats blühend)
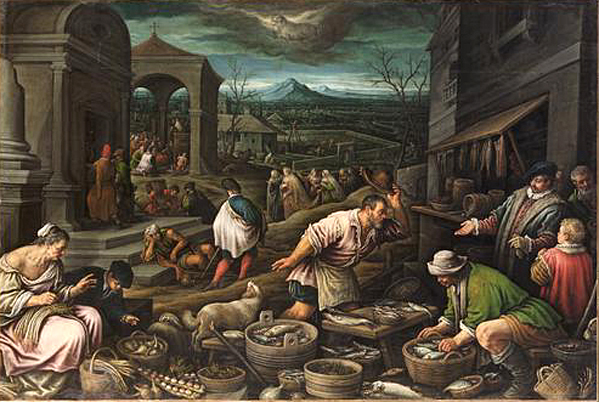
März, Leandro Bassano
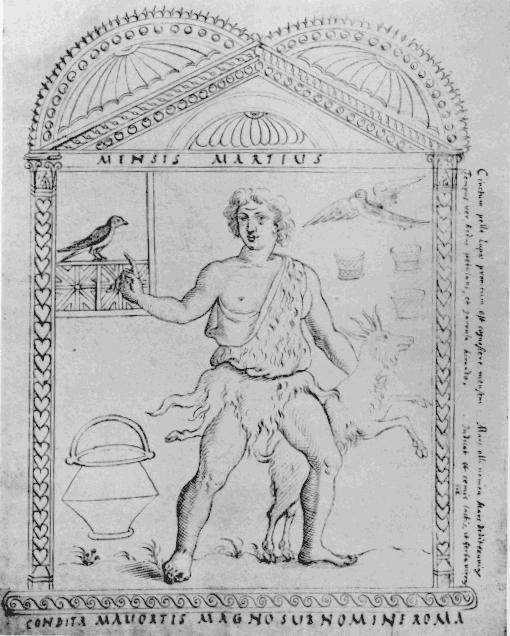
Der Monat März im Chronograph von 354 des spätantiken Kalligraphen Filocalus.
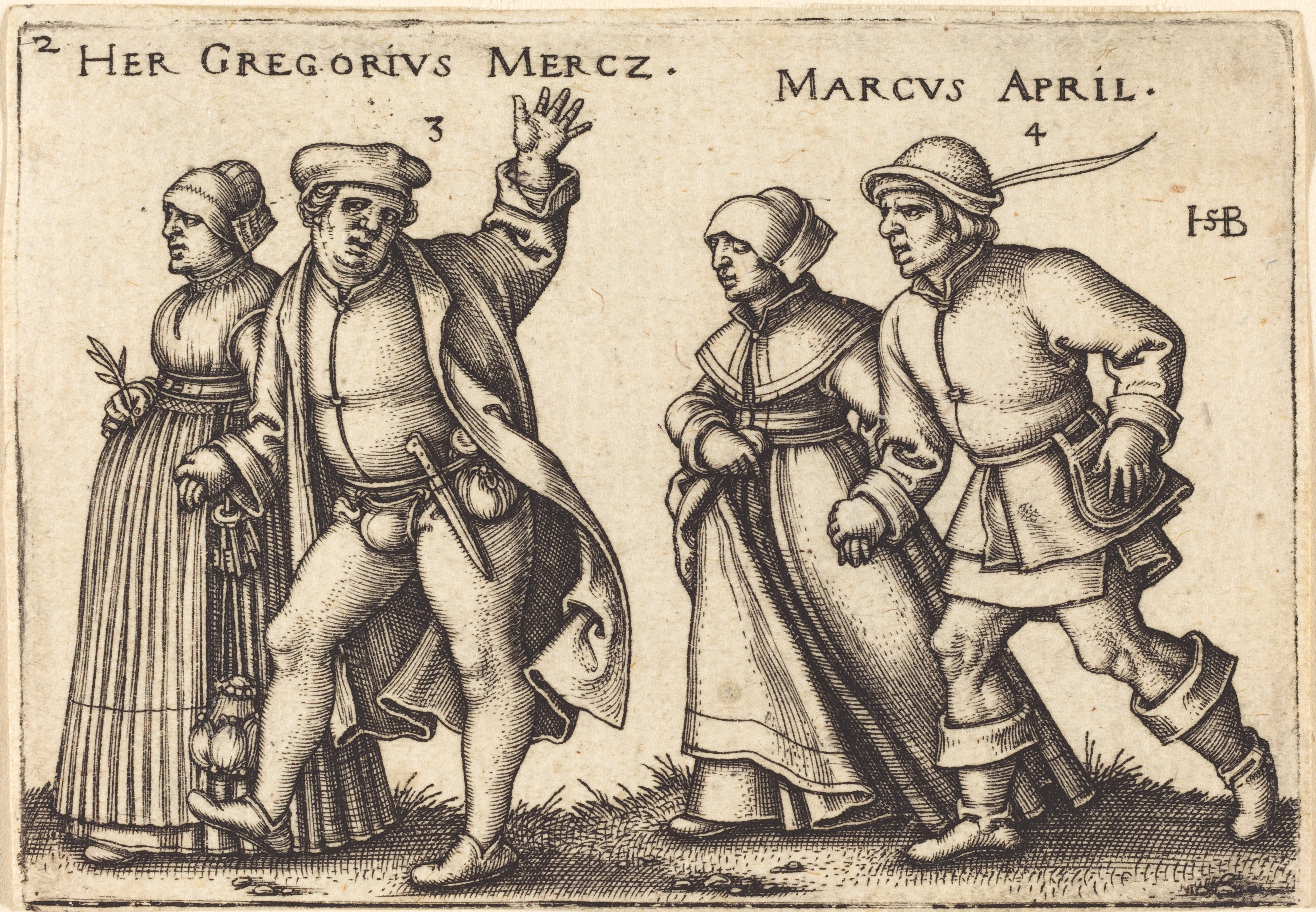
Die Monate März und April, Kupferstich von Sebald Beham, 1546